# دینو ورزینی
دینو ورزینی (انگلیسی: Dino Verzini؛ زادهٔ ۲۶ نوامبر ۱۹۴۳) دوچرخه‌سوار اهل ایتالیا است.
وی در مسابقات کشوری و بین‌المللی در مجموع برندهٔ ۱ مدال طلا شده‌است.